# Liga del Fútbol Profesional Boliviano 2008
La Liga del Fútbol Profesional Boliviano 2008 è stata la 32ª edizione della massima serie calcistica della Bolivia, ed è stata vinta dall'Universitario nel torneo di Apertura e dall'Aurora nel Clausura.

## Formula
Il torneo di Apertura si svolge in un girone unico; il Clausura invece divide i partecipanti in due gruppi, che permettono ai primi due classificati di disputare le semifinali. I gironi del Clausura sono selezionati in base all'altitudine a cui giocano le squadre. Il gruppo 1 include formazioni che giocano a basse altitudini, mentre il gruppo 2 quelle che disputano i propri incontri ad altitudini maggiori.

## Torneo Apertura
| Pos. | Squadra           | Pt | G  | V  | N | P  | GF | GS | DR  |
| ---- | ----------------- | -- | -- | -- | - | -- | -- | -- | --- |
| 1.   | Univ. Sucre       | 43 | 22 | 12 | 7 | 3  | 36 | 17 | +19 |
| 2.   | La Paz            | 37 | 22 | 10 | 7 | 5  | 44 | 30 | +14 |
| 3.   | San José          | 36 | 22 | 11 | 3 | 8  | 46 | 45 | +1  |
| 4.   | Oriente Petrolero | 33 | 22 | 10 | 3 | 9  | 41 | 35 | +6  |
| 5.   | Blooming          | 31 | 22 | 9  | 4 | 9  | 39 | 41 | -2  |
| 6.   | Bolívar           | 30 | 22 | 7  | 9 | 6  | 41 | 26 | +15 |
| 6.   | Aurora            | 30 | 22 | 8  | 6 | 8  | 33 | 41 | -8  |
| 8.   | The Strongest     | 29 | 22 | 8  | 5 | 9  | 41 | 36 | +5  |
| 9.   | Real Mamoré       | 28 | 22 | 9  | 1 | 12 | 27 | 52 | -25 |
| 10.  | Wilstermann       | 27 | 22 | 8  | 3 | 11 | 41 | 46 | -5  |
| 11.  | Real Potosí       | 25 | 22 | 6  | 7 | 9  | 41 | 39 | +2  |
| 12.  | Guabirá           | 18 | 22 | 5  | 3 | 14 | 26 | 48 | -22 |

### Verdetti
- Universitario campione dell'Apertura
- Universitario in Coppa Libertadores 2009
- La Paz in Copa Sudamericana 2009

### Classifica marcatori
| Gol |  |  | Giocatore            | Squadra           |
| --- |  |  | -------------------- | ----------------- |
| 17  |  |  | Anderson Gonzaga     | Blooming          |
| 15  |  |  | Ricardo Pedriel      | Wilstermann       |
| 15  |  |  | Álvaro Pintos        | Real Potosí       |
| 11  |  |  | Vladimir Castellón   | Aurora            |
| 11  |  |  | Pablo Daniel Escobar | The Strongest     |
| 10  |  |  | Álex da Rosa         | San José          |
| 10  |  |  | Luis Sillero         | Real Potosí       |
| 9   |  |  | Hernán Boyero        | Blooming          |
| 9   |  |  | Régis de Souza       | La Paz            |
| 9   |  |  | Darwin Peña          | San José          |
| 9   |  |  | Alcides Peña         | Oriente Petrolero |
| 9   |  |  | Diómedes Peña        | La Paz            |
| 9   |  |  | Nelson Sossa         | Wilstermann       |

## Torneo Clausura

### Prima fase

#### Gruppo 1
|  | Pos. | Squadra           | Pt | G  | V | N | P | GF | GS | DR  |
|  | ---- | ----------------- | -- | -- | - | - | - | -- | -- | --- |
|  | 1.   | Blooming          | 20 | 10 | 6 | 2 | 2 | 18 | 9  | +9  |
|  | 2.   | Aurora            | 19 | 10 | 6 | 1 | 3 | 17 | 10 | +7  |
|  | 3.   | Oriente Petrolero | 16 | 10 | 4 | 4 | 2 | 12 | 8  | +4  |
|  | 4.   | Real Mamoré       | 12 | 10 | 3 | 3 | 4 | 10 | 10 | 0   |
|  | 4.   | Wilstermann       | 12 | 10 | 3 | 3 | 4 | 10 | 11 | -1  |
|  | 6.   | Guabirá           | 4  | 10 | 1 | 1 | 8 | 8  | 27 | -19 |

#### Gruppo 2
|  | Pos. | Squadra       | Pt | G  | V | N | P | GF | GS | DR |
|  | ---- | ------------- | -- | -- | - | - | - | -- | -- | -- |
|  | 1.   | Real Potosí   | 16 | 10 | 5 | 1 | 4 | 14 | 9  | +5 |
|  | 1.   | La Paz        | 16 | 10 | 4 | 4 | 2 | 13 | 12 | +1 |
|  | 3.   | Bolívar       | 15 | 10 | 4 | 3 | 3 | 18 | 18 | 0  |
|  | 4.   | Univ. Sucre   | 13 | 10 | 3 | 4 | 3 | 11 | 13 | -2 |
|  | 5.   | The Strongest | 11 | 10 | 2 | 5 | 3 | 16 | 21 | -5 |
|  | 6.   | San José      | 9  | 10 | 2 | 3 | 5 | 15 | 14 | +1 |

### Spareggio retrocessione
Disputato tra la penultima classificata in massima serie e la seconda classificata della seconda divisione.

#### Andata
| Trinidad 14 dicembre 2008 | Real Mamoré | 2 – 1 | Primero de Mayo | Estadio Gran Mamoré |

#### Ritorno
| Potosí 17 dicembre 2008 | Primero de Mayo | 1 – 2 | Real Mamoré | Estadio Potosí |

### Fase finale

#### Semifinali

##### Andata
| Arbitro: | Antequera |

|            |           |               |
| Galindo 5’ | Marcatori | 12’ Castellón |

| Arbitro: | Ortubé |

|                                     |           |          |
| Régis de Souza 24’ López 70’ (aut.) | Marcatori | 63’ Vaca |

##### Ritorno
| Arbitro: | Ortubé |

|                          |           |  |
| Abalos 9’ Bongioanni 40’ | Marcatori |  |

| Arbitro: | Gamboa |

|                                                                    |           |  |
| Boyero 21’ Saucedo 33’ Sabja 47’ Luís Carlos Vieira 71’ Mojica 81’ | Marcatori |  |

#### Finale

##### Andata
| Arbitro: | Ortubé |

|                              |           |  |
| Schiapparelli 34’ Boyero 74’ | Marcatori |  |

##### Ritorno
| Arbitro: | Ortubé |

|                  |                      |                       |
| Villalba 8’, 49’ | Marcatori            | 14’ Mojica 19’ Boyero |
| –                | Tiri di rigore 4 – 3 | –                     |

### Verdetti
- Aurora campione del Clausura
- Aurora e Real Potosí in Coppa Libertadores 2009
- Blooming in Copa Sudamericana 2009
- Guabirá retrocesso
- Nacional Potosí promosso dalla seconda divisione

### Classifica marcatori
| Gol |  |  | Giocatore              | Squadra     |
| --- |  |  | ---------------------- | ----------- |
| 7   |  |  | Luis Sillero           | Real Potosí |
| 6   |  |  | Hernán Boyero          | Blooming    |
| 6   |  |  | Martín Palavicini      | San José    |
| 5   |  |  | Aquilino Villalba      | Aurora      |
| 5   |  |  | Carlos Enrique Saucedo | Blooming    |
| 5   |  |  | Federico Bongioanni    | Aurora      |
| 5   |  |  | Vladimir Castellón     | Aurora      |
| 4   |  |  | Derlys Paredes         | Real Mamoré |
| 4   |  |  | Luís Carlos Vieira     | Blooming    |
| 4   |  |  | Pablo Antonio Salinas  | Bolívar     |